# François Octavien
 (mai 2025).
Pour les articles homonymes, voir Octavien (homonymie).

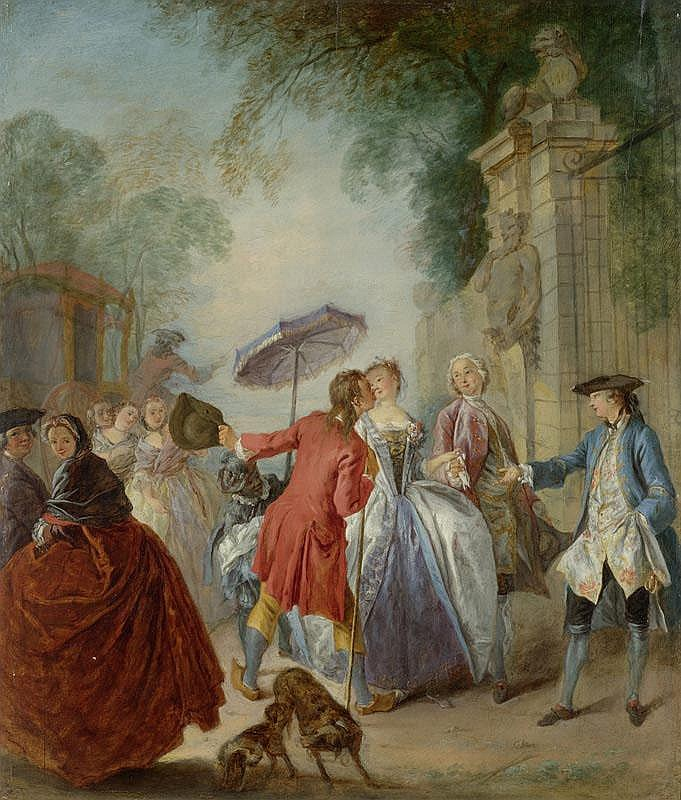
Scène galante, localisation inconnue.

François Octavien l'aîné, né à Rome vers 1682 et mort à Versailles le 4 novembre 1740, est un peintre français du XVIIIe siècle, très influencé par Antoine Watteau.
Il s'installe à Paris dans les années 1700 et épouse en 1712 Jeanne Giraux. Il travaille d'abord comme chanteur auprès des troupes italiennes actives dans la capitale, avant de se tourner tardivement vers la peinture.
Il est agréé à l'Académie royale de peinture et de sculpture le 30 septembre 1724, après avoir présenté une scène de L'Entrée du Roi dans la ville de Reims. Le 5 novembre suivant, il apporte à l'Académie les esquisses du tableau qu'il prévoit de peindre pour sa réception, représentant la Foire de Bezons (Paris, musée du Louvre). Il est finalement reçu académicien le 24 novembre 1725, après avoir présenté son tableau achevé.
Demeurant d'abord à Paris, il s'installe en 1734 à Versailles, et y meurt le 4 novembre 1740, à l'âge de 58 ans.
Il ne doit pas être confondu avec son frère, François Octavien le jeune, également peintre et exerçant à Nantes, où il meurt en novembre 1732. Il a essentiellement peint des scènes de campements et de troupes militaires, mais aussi des scènes galantes, dans la même veine que son frère aîné : on lui attribue notamment les scènes de l’Eté et de l’Hiver, au musée des Beaux-Arts d'Angers.

## Liste des tableaux
- La Foire de Bezons, 1725, Paris, musée du Louvre
- Scène dans un parc, 1727, localisation inconnue
- Scène dans un parc avec des cavaliers, 1727, localisation inconnue
- Pierrot désappointé, Nancy, musée des Beaux-Arts
- Répétition dans le parc, Nancy, musée des Beaux-Arts
- La Vision de saint Benoît , Châlons-en-Champagne, église Saint-Loup
- Fête galante, dit Le Parc du Petit Trianon, collection particulière
- Fête champêtre, localisation inconnue
- La Bascule, localisation inconnue
- La Danse, localisation inconnue
- La Sérénade, localisation inconnue
- Le Charlatan, localisation inconnue
- Le Sommeil dangereux, localisation inconnue
- Femme jouant de la musette, localisation inconnue